# Gabriel de la Fuente Acuña
Gabriel Ángel de la Fuente Acuña (Providencia, 29 de noviembre de 1959) es egresado de derecho y político chileno, miembro del Partido Socialista (PS). Ejerció como subsecretario general de la Presidencia entre octubre de 2016 y agosto de 2017, y como ministro Secretario General de la Presidencia entre agosto de 2017 y marzo de 2018, en el marco del segundo gobierno de Michelle Bachelet. Entre el 9 y el 11 de marzo de 2022 se desempeñó como subsecretario del Interior, en calidad de subrogante.

## Familia y estudios
Nacido en Providencia, es hijo de Gabriel Enrique de la Fuente Vega y de Gregoria Helia Acuña Parada, abogada. Realizó sus estudios superiores en la Facultad de Derecho de la Universidad de Chile, egresando de la carrera de Derecho sin haber jurado como abogado ante la Excma. Corte Suprema de Justicia de Chile..
Está casado y tiene dos hijos.[cita requerida]

## Carrera política y pública
Es militante del Partido Socialista (PS). Ha sido presidente de la Corporación Centro de Estudios y Promoción Social y sus Casas del Pueblo. Fue asesor legislativo de la vicepresidencia del Senado entre los años 1994 y 1996, y jefe de gabinete del entonces senador Ricardo Núñez, hasta el año 2010.

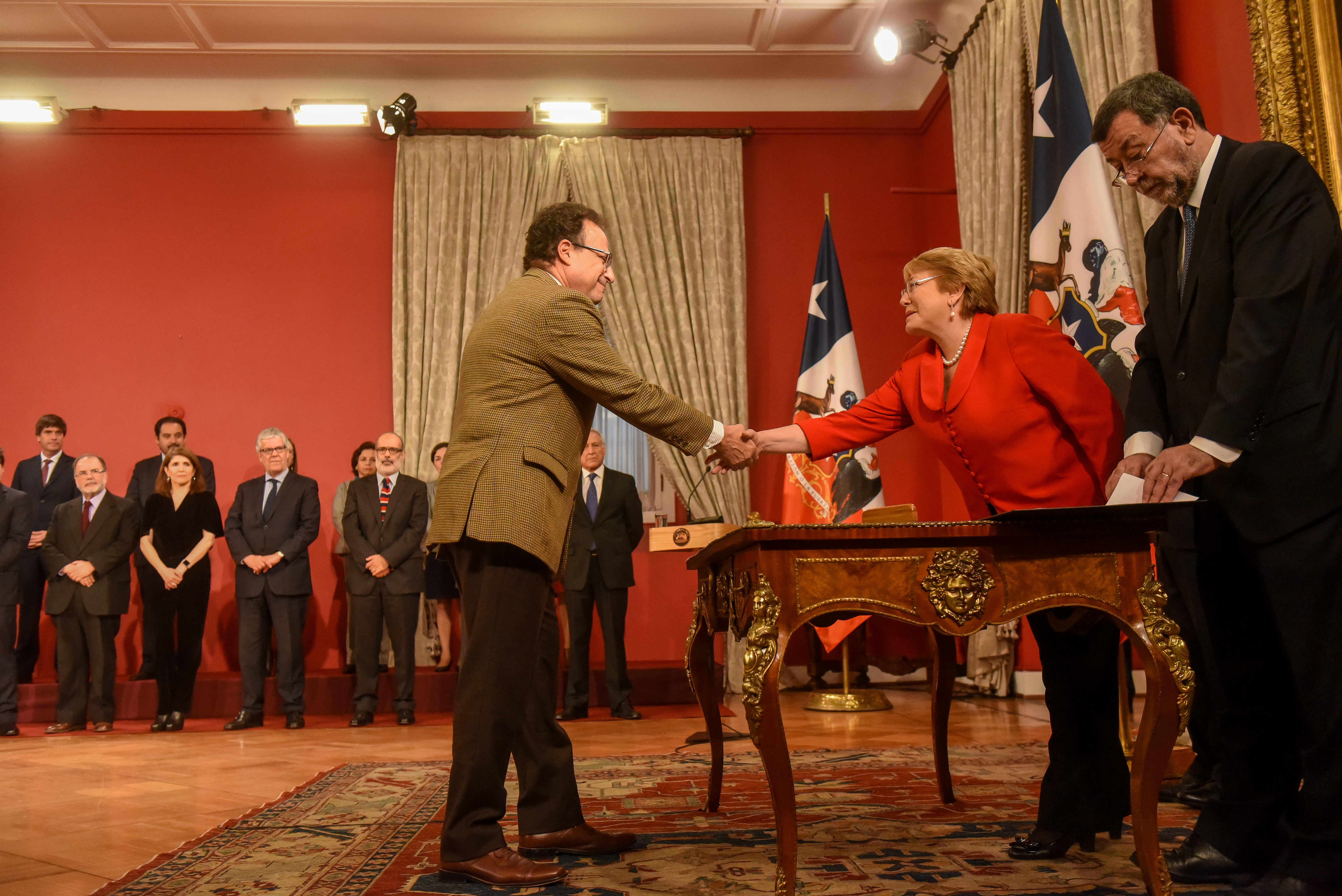
De la Fuente asumiendo como ministro.

En el ámbito académico, fue miembro de la junta directiva de la Universidad de Atacama entre 2008 y 2010. También fue integrante del Consejo Académico y director del Programa de Asesoría Legislativa del Instituto Igualdad.
El 11 de marzo de 2014 asumió como jefe de la División de Relaciones Políticas e Institucionales del Ministerio Secretaría General de la Presidencia, desde el inicio del segundo gobierno de Michelle Bachelet. El 26 de octubre de 2016 fue designado subsecretario general de la Presidencia. Desempeñó dicho cargo hasta el 31 de agosto de 2017, cuando asumió como ministro secretario general de la Presidencia, función que desempeñó hasta el 11 de marzo de 2018.
En 2018 participó en la redacción una acusación constitucional presentada en contra de los ministros de la Corte Suprema Hugo Dolmestch, Manuel Valderrama y Carlos Künsemüller, quienes fueron acusados de dar libertad condicional a seis condenados por delitos de lesa humanidad. La acusación, sin embargo, no prosperó en el Congreso Nacional.
En febrero de 2022 fue nombrado como jefe de gabinete de la Subsecretaría del Interior del gobierno de Gabriel Boric, que iniciará el 11 de marzo. Sin embargo, dos días antes del cambio de mando, el 9 de marzo, asumió como subsecretario del Interior subrogante (s), debido a la incompatibilidad de Manuel Monsalve, designado para ese cargo por Boric, quien debe ejercer como diputado hasta el 11 de marzo. Desde entonces, asumirá su rol original como jefe de gabinete.